# Mountain Championship 1934
Mountain Championship 1934 je bila neprvenstvena dirka za Veliko nagrado v sezoni 1934. Odvijala se je 13. okrobra 1934 na dirkališču Brooklands.

## Rezultati

### Dirka
| Poz | Št | Dirkač               | Moštvo                | Dirkalnik        | Krogi | Čas/Odstop |
| --- | -- | -------------------- | --------------------- | ---------------- | ----- | ---------- |
| 1   | 9  | Whitney Straight     | Whitney Straight Ltd. | Maserati 8CM     | 10    | 8:57,6     |
| 2   | 7  | Raymond Mays         | ERA Ltd.              | ERA A            | 10    | + 6,2 s    |
| 3   | 2  | Earl Howe            | Privatnik             | Bugatti T51      | 10    | + 30,2 s   |
| 4   | 5  | Charles Martin       | Privatnik             | Bugatti T51      | 10    | + 38,6 s   |
| 5   | 10 | Lindsay Eccles       | Privatnik             | Bugatti T51      | 10    | + 46,4 s   |
| 6   | 6  | Pat Driscoll         | Austin Motor Company  | Austin 7         | 10    | + 1:57,8   |
| Ods | 8  | Humphrey Cook        | ERA Ltd.              | ERA A            | 8     |            |
| Ods | 11 | Clifton Penn-Hughes  | Privatnik             | Alfa Romeo Monza | 5     | Hladilnik  |
| Ods | 1  | Freddie Dixon        | F. W. Dixon           | Riley 2000/6     | 2     |            |
| Ods | 3  | Richard Shuttleworth | Privatnik             | Bugatti T51      | 2     |            |